# کاکفیلد
کاکفیلد (به انگلیسی: Cuckfield) یک روستا، شهرک و محله مدنی در بریتانیا است که در Mid Sussex واقع شده‌است. کاکفیلد ۴٫۳۲ کیلومتر مربع مساحت و ۳٬۲۶۶ نفر جمعیت دارد.